# Amărăștii de Sus
Amărăștii de Sus – wieś w Rumunii, w okręgu Dolj, w gminie Amărăștii de Sus. W 2011 roku liczyła 1117 mieszkańców.